# Burckhardt (cráter)
Burckhardt es un cráter de impacto que se encuentra en la parte noreste de la Luna, entre los cráteres Geminus justo al norte y Cleomedes al sur.
Burckhardt se encuentra entre dos cráteres un poco más pequeños situados en lados opuestos, produciendo una formación de triple cráter. Burckhardt E se recubrió parcialmente por el cuadrante suroeste de Burckhardt, mientras que Burckhardt F se recubrió por el cuadrante noroeste. El borde de Burckhardt es generalmente circular pero algo irregular en su forma. Hay una elevación en el centro, cerca del punto medio del fondo del cráter.

## Cráteres satélite

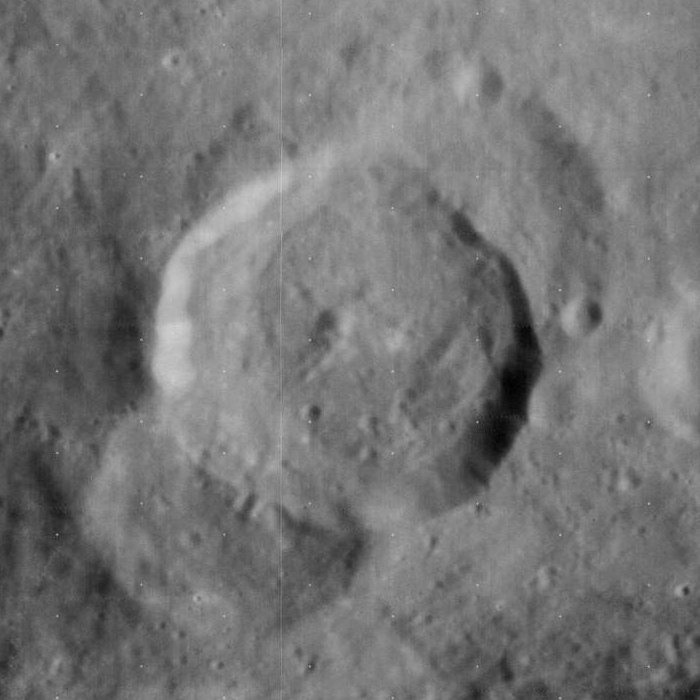
Imagen de la misión Lunar Orbiter 4

Por convención estos elementos son identificados en los mapas lunares poniendo la letra en el lado del punto medio del cráter que está más cerca de Burckhardt.
|            | \| Burckhardt \| Coordenadas \| Diámetro \| \| ---------- \| ---------------------------- \| -------- \| \| A \| 30°30′N 58°48′E / 30.5, 58.8 \| 28 km \| \| B \| 29°54′N 60°06′E / 29.9, 60.1 \| 11 km \| \| C \| 31°36′N 59°00′E / 31.6, 59.0 \| 6 km \| \| E \| 30°36′N 55°42′E / 30.6, 55.7 \| 39 km \| \| F \| 31°24′N 57°12′E / 31.4, 57.2 \| 43 km \| \| G \| 32°06′N 57°30′E / 32.1, 57.5 \| 7 km \| |          |
| Burckhardt | Coordenadas | Diámetro |
| A          | 30°30′N 58°48′E / 30.5, 58.8 | 28 km    |
| B          | 29°54′N 60°06′E / 29.9, 60.1 | 11 km    |
| C          | 31°36′N 59°00′E / 31.6, 59.0 | 6 km     |
| E          | 30°36′N 55°42′E / 30.6, 55.7 | 39 km    |
| F          | 31°24′N 57°12′E / 31.4, 57.2 | 43 km    |
| G          | 32°06′N 57°30′E / 32.1, 57.5 | 7 km     |